# Les Naufragés du « Jonathan »
Les Naufragés du « Jonathan » est le nom donné par son fils Michel Verne, au roman de Jules Verne "En Magellanie", revu et édité après la mort de celui-ci, en 1909.
L'histoire se passe sur l'île Hoste, de 1881 à 1893, près du Cap Horn et montre un groupe de naufragés d'un millier de personnes qui se retrouvent sur cette île ; l'homme qui les a sauvés, le Kaw-Djer, devient (ou redevient) leur dirigeant à chaque crise que subit cette population.
Le personnage du Kaw-djer est un anarchiste, mais, tout au long du roman, il est obligé d'aller à l'encontre de ses idées ; deux autres personnages semblent incarner le socialisme et le communisme :
- le personnage du socialiste s'avère un dirigeant paresseux et incapable (le Français Ferdinand Beauval) ;
- le personnage du communiste s'avère un fauteur de troubles (l'Américain Lewis Dorick)[1].

## Préface de Francis Lacassin
L'édition de 1978 de ce livre est préfacée par Francis Lacassin. 
Il explique que ce roman est très loin de l'image d'Épinal que l'on donne habituellement de Jules Verne. Selon lui, Jules Verne était un « défenseur de toutes les minorités opprimées en quête de leur indépendance » dont notamment le Québec libre et l'Irlande républicaine (Francis Lacassin va même jusqu'à dire qu'il était un précurseur de l'anticolonialisme, ce qui semble très discutable). Pour résumer l'opinion de Jules Verne, Francis Lacassin reprend la devise des socialistes français prémarxistes « De chacun selon ses capacités, à chacun selon ses besoins ».

## Le navireJonathan
C'est un grand clipper quatre-mâts qui transportait un millier de pionniers, originaires d'Europe, d'Amérique du Nord et du Japon, et faisant route vers l'Afrique. La plupart des membres de l'équipage ont péri dans la tempête qui a précédé le naufrage. Par la suite, sous la direction du Kaw-djer, les pionniers arrivent à récupérer tout le matériel nécessaire à bord du navire.
Le maître d'équipage Hartlepool, le survivant le plus haut gradé de l'équipage, laisse bien volontiers le pouvoir au Kaw-djer : « Je peux me flatter de savoir exécuter un ordre, mais que l'invention n'est pas mon affaire. Tenir la barre ferme, tant qu'on voudra. Quant à donner la route, c'est autre chose. » 
Les naufragés envoient un canot non sans quelques péripéties vers la ville de Punta Arenas pour prévenir les autorités chiliennes de leur naufrage. Celles-ci sont averties, mais ne peuvent envoyer un navire assez grand pour récupérer les naufragés.  

## Le personnage du Kaw-djer: anarchiste et gouverneur de l'île
Ce personnage dispose d'une autorité naturelle ; les rares fois où cela ne suffit pas, sa force physique lui permet de triompher sans violence. Une seule fois, la chance doit intervenir : on essaie de le tuer par un attentat à la bombe mais la pluie éteint la mèche.
Ce n'est pas lui qui prend le pouvoir, mais la population qui demande qu'il soit leur leader lorsqu'elle subit une nouvelle épreuve. Dans le livre, un oxymore résume assez bien ce fait : « Il ne fit aucune difficulté pour obtempérer à ce désir, et, sous sa direction, on se mit à l'œuvre sur-le-champ. » 
Il appartient à une famille royale d'Europe, mais c'est un anarchiste convaincu, partisan de la devise « Ni Dieu ni maître » et il a donc quitté son milieu d'origine pour s'isoler dans l'extrême pointe de l'Amérique du Sud, l'archipel de la Terre de Feu. Il sert de sauveteur pour les Indiens de ces contrées. En dépit de son isolement sur l'île Hoste, il bénéficie encore de sa fortune et de son influence dans son pays d'origine.
Les convictions du Kaw-djer le poussent à remettre en liberté le matelot Kennedy alors que toute la population de l'île sait que c'est un meurtrier.
Il y a une scène particulièrement frappante dans ce livre sur ce personnage : comme une foule menaçante approche, il ordonne de faire feu, mais chacun de ses soldats paniqués tire toutes les munitions de son fusil au lieu de tirer un seul coup, ce qui aboutit à un épouvantable carnage chez leurs ennemis. 
À la fin du livre, le Kaw-djer choisit de s'isoler sur l'île Horn, où il a enfin réussi à faire bâtir un phare.
Ce personnage pourrait être inspiré de :
- l'archiduc d'Autriche Jean de Habsbourg-Toscane (connu aussi comme Jean Orth), prince de Habsbourg : après le drame de Mayerling, il fit croire à sa disparition dans un naufrage en 1890, puis passa par Punta Arenas et explora plusieurs îles de la partie ouest de l'archipel de la Terre de Feu ;
- Pierre Alexeiévitch Kropotkine (1842-1921), prince russe, anarchiste et explorateur de la péninsule scandinave.

## La fin du livre, dans la version de Jules Verne
Francis Lacassin, dans la préface de Famille-Sans-Nom, indique que Jules Verne avait envisagé une tout autre fin pour ce roman : il prévoyait que le Kaw-djer serait influencé très fortement par deux prêtres catholiques à la fin du roman.

## La ruée vers l'or
Lorsqu'on découvre de l'or dans l'île Hoste, le Kaw-Djer en devine tout de suite les funestes conséquences. Cette partie du roman rappelle un personnage historique, John Sutter, millionnaire qui fonda Sacramento et fut ruiné par la découverte d'or sur l'un de ses terrains en Californie le 24 janvier 1848. 
Jules Verne parla de la fièvre de l'or dans deux autres de ses romans édités après sa mort : La Chasse au météore et Le Volcan d'or.

## Les deux jeunes orphelins Dick et Sand
Les deux orphelins Dick et Sand, qu'on voit enfants dans la plus grande partie du livre, sont totalement fidèles l'un envers l'autre (et au Kaw-djer). Dick sert plutôt de chef et de protecteur à Sand ; il n'est pas parfait, se montre parfois un peu égoïste inconsciemment ou se vante un peu. Il y a quelques touches d'humour dans ces portraits, mais on ne retrouve pas l'humour habituel et talentueux de Jules Verne.
Sand se sacrifie pour protéger son ami. Il perd l'usage des jambes, mais accepte courageusement son sort. Dick, lui, est très affecté par le sacrifice de son ami, il en est très gravement malade. (Cette partie du roman ressemble plus à une page écrite par la comtesse de Ségur que par Jules Verne.) À l'âge adulte, Sand devient violoniste et maître d'orchestre, alors que Dick est formé avec succès par le Kaw-djer pour être son successeur. 

## La famille Ceroni: un père de famille alcoolique et une idylle entre une blanche et un indigène fuégien
Lazare Ceroni est un ivrogne, il dilapide tout l'argent qu'il a. Il ne bat plus sa femme Tullia parce que le Kaw-djer est intervenu ; Tullia reste avec son mari non par peur, mais par devoir…
Ils ont une fille, Graziella, âgée de 16 ans au début du livre. Le fils adoptif du Kaw-djer (Halg), un indigène fuégien, est amoureux d'elle. Le Kaw-djer ne dit rien, mais pense que cette union entre une blanche et un Fuégien a peu de chances de réussir. Un autre naufragé (Sirk) offre de l'alcool à Lazare Ceroni pour bénéficier de son soutien auprès de Graziella ; celui-ci accepte bien volontiers. À un moment, Sirk veut utiliser la force pour arriver à ses fins auprès de Graziella ; celle-ci se réfugie sous la protection du Kaw-djer. Par la suite, Sirk blesse grièvement Halg pour se venger. À la fin du roman, Halg devient patron d'une pêcherie et épouse Graziella.

## Quelques-uns des autres personnages: le violoniste ivrogne, le socialiste, etc.
▪ Le violoniste talentueux et ivrogne (l'Allemand Fritz Gross). Il n'est bon à rien, sauf lorsqu'il a bu et, dans ce cas-là, il devient un virtuose. Il meurt sans panache et le Kaw-djer offre son violon à son grand admirateur, le gamin Sand… 
▪ Le socialiste Ferdinand Beauval se fait élire président. Il s'avère indolent, ne prenant aucune décision. Il est chassé violemment du pouvoir par une révolte. Par la suite, le Kaw-djer le place à  un poste administratif ; il s'avère excellent dans cette fonction de sous-fifre. À noter que, dans un autre de ses livres Mathias Sandorf (1885), Jules Verne montre son intérêt pour les théories socialistes.
▪ Patterson est un avare, mais c'est aussi un travailleur acharné et il est orgueilleux. Il gagne de l'argent entre autres en fournissant de l'alcool. À la suite d'une catastrophe naturelle, il perd tout ce qu'il a gagné et en rend responsable la communauté ; il continue néanmoins à travailler de façon acharnée. Une occasion se présente pour lui de gagner beaucoup d'argent en laissant entrer une armée ennemie d'indigènes  patagons dans la cité ; il profite de cette occasion qui lui permet d'assouvir sa soif d'argent et de vengeance. Sa naïveté lui coûte la vie : il vérifie l'argent, il ouvre les portes et les Patagons le tuent pour récupérer l'argent.
▪ Le chien Zol : il pourchasse et tue Sirk, l'homme qui a poignardé Halg, le fils adoptif du Kaw-djer. Ce passage rappelle un autre roman de Jules Verne, Voyages et aventures du capitaine Hatteras : dans ce roman, le chien Duk est pratiquement un personnage à part entière, plus important que le personnage éponyme de ce roman.

## Géographie de l'île Hoste
Voilà la présentation de l'île Hoste que fait Jules Verne. Elle fait cinquante kilomètres sur cent, non compris la presqu'île Hardy, « recourbée comme un cimeterre qui projette (…) la pointe connue sous le nom de Faux Cap Horn ».
La façade de l'île qui donne sur l'océan est extrêmement découpée. La partie qui fait face à l'archipel de la Terre de Feu est rectiligne. Le canal du Beagle sépare l'île Hoste et la grande île de la Terre de Feu. Le Jonathan s'échoue entre la baie Orange et la baie Scotchwell.
Les autres îles citées dans ce livre sont les îles Hermitte, Herschell, Horn, Wollaston, qui forment l'archipel du Cap Horn.